# Паола Суарез
Паола Суарез (шп. Paola Suárez; Пергамино, 23. јун 1976) је бивша тенисерка из Аргентине, која је професионално играла тенис од 1991. до 2007. године.
Током своје каријере, Суарез је освојила четири титуле у појединачној конкуренцији, у којој јој је највиша позиција на ВТА листи било 9. место. Успешнија је била у конкуренцији женских парова, у којој је освојила чак 44 титуле, од тога су осам гренд слем титуле, и била је број један у женским паровима на ВТА листи. То место је достигла 9. септембра 2002. године.
Са Патрисијом Тарабини у пару, освојила је бронзану медаљу на Олимпијским играма 2004. у конкуренцији женских парова.

## Каријера
Паола Суарез је започела професионалну тениску каријеру 1991. године. Активно је почела да игра у појединачној конкуренцији 1994. године. Њен најбољи резултат у појединачној конкуренцији на гренд слем турнирима је Отвореног првенства Француске 2004. године. Суарез се надала да ће освојити ову титулу, и да ће то бити њен први шампионски гренд слем, али ју је у полуфиналу поразила Јелена Дементјева.
Појединачно, освојила је четири титуле (Богота 1998. и 2001, Беч 2003. Канбера 2004) и још 12 турнира које организује Међународна тениска федерација (ИТФ). 2004. је освојила бронзану медаљу на Олимпијским играма 2004. у конкуренцији женских парова, а партнерка јој је била Патрисија Тарабини.
Али, у игри парова је имала најбоље резултате, понајвише у пару са шпанском тенисерком Вирхинијом Руано Паскуал. Њих две су заједно освојиле 32 титуле, од тога су осам гренд слем - Отворено првенство Француске 2001, 2002, 2004. и 2005, Отворено првенство Аустралије 2004. и Отворено првенство САД 2002, 2003. и 2004. године. Вирхинија и Паола биле су три године заредом најбољи пар на ВТА турнеји, од 9. септембра 2002. године (ВТА тениски пар године 2002, 2003 и 2004). Такође су достигле девет финала гренд слем турнира, само два мање од пара Мартина Навратилова — Пем Шрајвер.
Најављивала је своје повлачење још од 2005. године, а навела је да је разлог личне природе. 2005. је имала операцију рамена, а професионалном тенису се вратила 2006. године на турниру у Сиднеју, на ком је, заједно с Руано Паскуал, достигла финале. Те године су играле и финале Вимблдона 2006, што је било њихово треће вимблдонско финале. Играла је и неке појединачне турнире, којима се вратила победом над Динаром Сафином на турниру у Сан Дијего.
Свој последњи професионални меч, Суарез је играла на Отвореном првенству САД 2007. године, 1. септембра. Званично се повукла након пораза у другом колу овог турнира у конкуренцији мешовитих парова. Играла је са Кевином Улијетом, а изгубили су од Лајзел Хјубер и Џејмија Марија са 5-7, 4-6.

## Награде
- 2002: ВТА награда за најбољи тениски пар године (с Вирхинијом Руано Паскуал)
- 2003: ВТА награда за најбољи тениски пар године (с Вирхинијом Руано Паскуал)
- 2004: ВТА награда за најбољи тениски пар године (с Вирхинијом Руано Паскуал)

## Гренд слем финала

### Женски парови (14)

#### Победе (8)
| Година | Турнир                           | Партнерка               | Противнице у финалу                    | Резултат      |
| 2001.  | Отворено првенство Француске     | Вирхинија Руано Паскуал | Јелена Докић Кончита Мартинез          | 6–2, 6–1      |
| 2002.  | Отворено првенство Француске (2) | Вирхинија Руано Паскуал | Лиса Рејмонд Рене Стабс                | 6–4, 6–2      |
| 2002   | Отворено првенство САД           | Вирхинија Руано Паскуал | Јелена Дементјева Џенет Хусарова       | 6–2, 6–1      |
| 2003.  | Отворено првенство САД (2)       | Вирхинија Руано Паскуал | Светлана Кузњецова Мартина Навратилова | 6–2, 6–2      |
| 2004.  | Отворено првенство Аустралије    | Вирхинија Руано Паскуал | Светлана Кузњецова Јелена Ликовцева    | 6–4, 6–3      |
| 2004   | Отворено првенство Француске (3) | Вирхинија Руано Паскуал | Светлана Кузњецова Јелена Ликовцева    | 6–0, 6–3      |
| 2004   | Отворено првенство САД (3)       | Вирхинија Руано Паскуал | Светлана Кузњецова Јелена Ликовцева    | 6–4, 7–5      |
| 2005.  | Отворено првенство Француске (4) | Вирхинија Руано Паскуал | Кара Блек Лајзел Хјубер                | 4–6, 6–3, 6–3 |

#### Порази (6)
| Година | Турнир                           | Партнерка               | Противнице у финалу            | Резултат      |
| 2000.  | Отворено првенство Француске     | Вирхинија Руано Паскуал | Мартина Хингис Мери Пирс       | 6–2, 6–4      |
| 2002.  | Вимблдон                         | Вирхинија Руано Паскуал | Серена Вилијамс Винус Вилијамс | 6–2, 7–5      |
| 2003.  | Отворено првенство Аустралије    | Вирхинија Руано Паскуал | Серена Вилијамс Винус Вилијамс | 4–6, 6–4, 6–3 |
| 2003   | Отворено првенство Француске (2) | Вирхинија Руано Паскуал | Ким Клајстерс Ај Сугијама      | 6–7, 6–2, 9–7 |
| 2003   | Вимблдон (2)                     | Вирхинија Руано Паскуал | Ким Клајстерс Ај Сугијама      | 6–4, 6–4      |
| 2006.  | Вимблдон (3)                     | Вирхинија Руано Паскуал | Ци Јан Џенг Ђе                 | 6–3, 3–6, 6–2 |

### Мешовити парови (2)

#### Порази (2)
| Година | Турнир                        | Партнер      | Противници у финалу                    | Резултат |
| 2000.  | Отворено првенство Француске  | Жејми Онсинс | Томас Карбонел Вирхинија Руано Паскуал | 7–5, 6–3 |
| 2002.  | Отворено првенство Аустралије | Гастон Етлис | Данијела Хантухова Кевин Улијет        | 6–3, 6–2 |

## Титуле

### Појединачно (4 ВТА, 12 ИТФ)
| Легенда           |
| Тијер I (0)       |
| Тијер II (0)      |
| Тијер III (2)     |
| Тијер IV и V (2)  |
| Гренд слем (0)    |
| ВТА првенство (0) |
| ИТФ титуле (12)   |

| Бр. | Датум               | Турнир                  | Подлога | Противница у финалу        | Score         |
| 1.  | 20. октобар 1991.   | Буенос Ајрес, Аргентина | Шљака   | Маријана Лусијана Рејнарес | 2–6, 7–6, 6–1 |
| 2.  | 1. новембар 1991.   | Флоријанополис, Бразил  | Шљака   | Синтија Тортореља          | 6–3, 6–4      |
| 3.  | 3. мај 1992.        | Лерида, Шпанија         | Шљака   | Сара Питковски             | 4–6, 6–4, 6–1 |
| 4.  | 10. мај 1992.       | Балагер, Шпанија        | Шљака   | Светлана Кривенчева        | 3–6, 6–3, 6–0 |
| 5.  | 17. мај 1992.       | Барселона, Шпанија      | Шљака   | Кетрин Беркли              | 6–4, 6–1      |
| 6.  | 24. мај 1992.       | Тортоса, Шпанија        | Шљака   | Ирина Сухова               | 3–6, 6–4, 6–1 |
| 7.  | 21. новембар 1993.  | Ла Плата, Аргентина     | Шљака   | Ванеса Матис               | 7–6, 6–3      |
| 8.  | 19. новембар 1995.  | Буенос Ајрес, Аргентина | Шљака   | Миријам Д'Агостини         | 6–2, 6–1      |
| 9.  | 22. фебруар 1998.   | Богота, Колумбија       | Шљака   | Соња Џејселан              | 6–3, 6–4      |
| 10. | 11. октобар 1998.   | Сантијаго, Чиле         | Шљака   | Кончита Мартинез Гранадос  | 3–6, 6–4, 6–1 |
| 11. | 25. октобар 1998.   | Монтевидео, Уругвај     | Шљака   | Антонела Сера Занети       | 7–5, 6–4      |
| 12. | 22. новембар 1998.  | Буенос Ајрес, Аргентина | Шљака   | Андреа Ванц                | 4–6, 6–1, 6–4 |
| 13. | 19. септембар 1999. | Буенос Ајрес, Аргентина | Шљака   | Флоренсија Лабат           | 6–0, 7–5      |
| 14. | 25. фебруар 2001.   | Богота, Колумбија       | Шљака   | Рита Кути Кис              | 6–2, 6–4      |
| 15. | 14. јун 2003.       | Беч, Аустрија           | Шљака   | Каролина Спрем             | 7–6, 2–6, 6–4 |
| 16. | 17. јануар 2004.    | Канбера, Аустралија     | Тврда   | Силвија Ферина Елија       | 3–6, 6–4, 7–6 |

### Парови (44 ВТА, 7 ИТФ)
| Легенда           |
| Гренд слем (8)    |
| ВТА првенство (1) |
| Тијер I (9)       |
| Тијер II (5)      |
| Тијер III (10)    |
| Тијер IV и V (11) |
| ИТФ титуле (7)    |

## Гренд слем резултати

### Женски парови
| Турнир                        | 2007. | 2006. | 2005. | 2004. | 2003. | 2002. | 2001. | 2000. | 1999. | 1998. | 1997. | 1996. | Освојени турнири |
| ----------------------------- | ----- | ----- | ----- | ----- | ----- | ----- | ----- | ----- | ----- | ----- | ----- | ----- | ---------------- |
| Отворено првенство Аустралије | 1.    | ЧФ    | -     | П     | Ф     | 3.    | ЧФ    | 2.    | 2.    | 2.    | ЧФ    | -     | 1                |
| Отворено првенство Француске  | 1.    | 2.    | П     | П     | Ф     | П     | П     | Ф     | 2.    | 2.    | 1.    | 1.    | 4                |
| Вимблдон                      | 1.    | Ф     | -     | ПФ    | Ф     | Ф     | ПФ    | ЧФ    | 3.    | 2.    | 1.    | 1.    | 0                |
| Отворено првенство САД        | 1.    | ЧФ    | -     | П     | П     | П     | 3.    | 1.    | 2.    | ПФ    | 2.    | 1.    | 3                |
| ВТА првенство                 | -     | -     | -     | ПФ    | П     | ЧФ    | ПФ    | ЧФ    | -     | -     | -     | -     | 1                |